# Błażowa
Gmina Błażowa è un comune urbano-rurale polacco del distretto di Rzeszów, nel voivodato della Precarpazia. Questa unità amministrativa, chiamata in polacco "gmina", ricopre una superficie di 112,7 km² e nel 2004 contava 10 638 abitanti, di cui 2110 nel comune propriamente detto di Błażowa.